# 제둥구

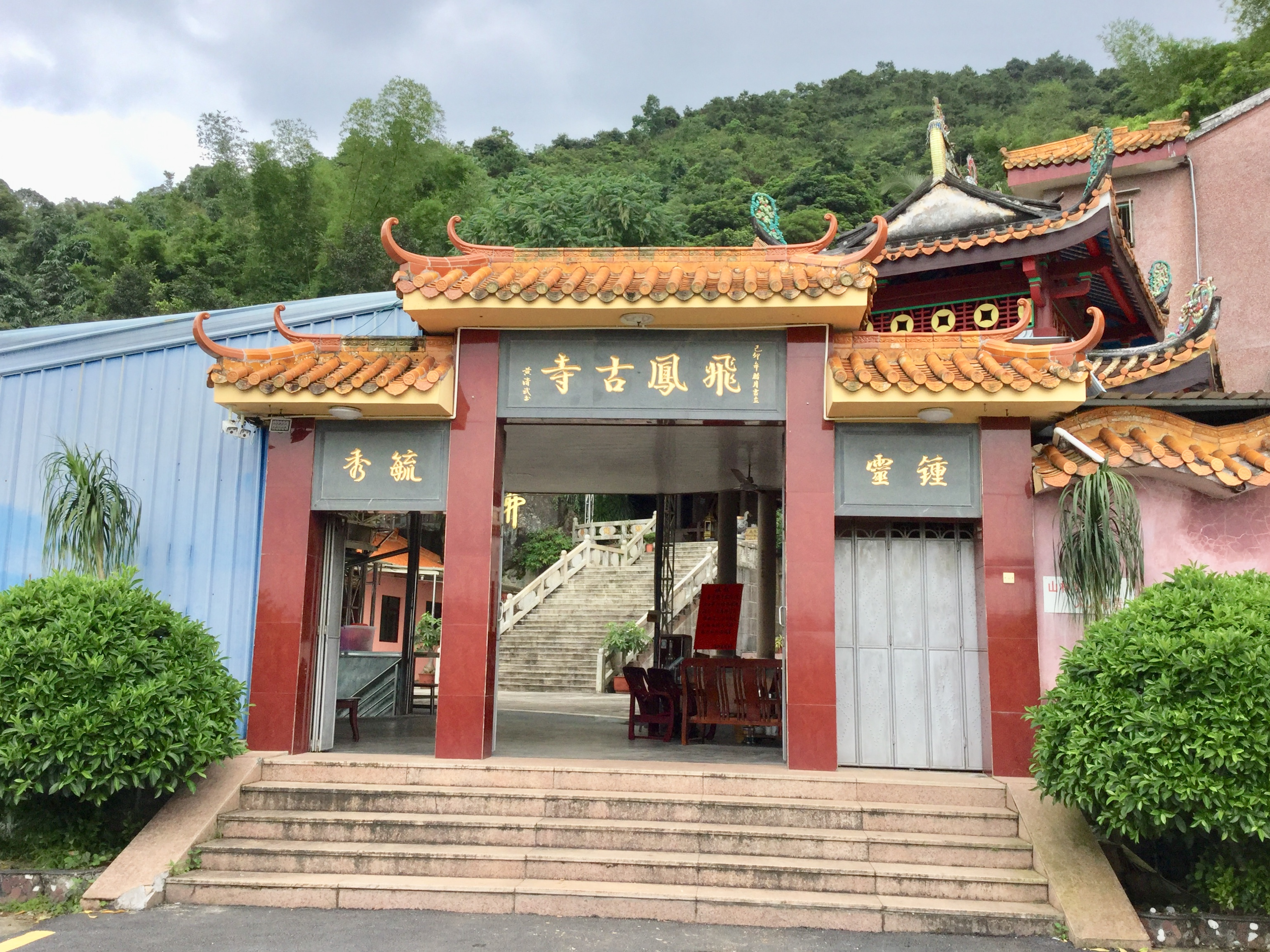

제둥구(한국어: 게동구, 중국어: 揭东区, 병음: Jiēdōng Qū)는 중화인민공화국 광둥성 제양 시의 시할구이다. 넓이는 850km2이고, 인구는 2007년 기준으로 1,250,000명이다.

## 행정 구역
2개 가도, 11개 진을 관할한다.
- 가도: 曲溪街道, 磐东街道
- 진: 锡场镇, 云路镇, 玉窖镇, 霖磐镇, 月城镇, 白塔镇, 龙尾镇, 桂岭镇, 新亨镇, 玉湖镇, 埔田镇